# Бразильско-бутанские отношения
Бразильско-бутанские отношения — двусторонние дипломатические отношения между Королевством Бутан и Федеративной Республикой Бразилия.

## История

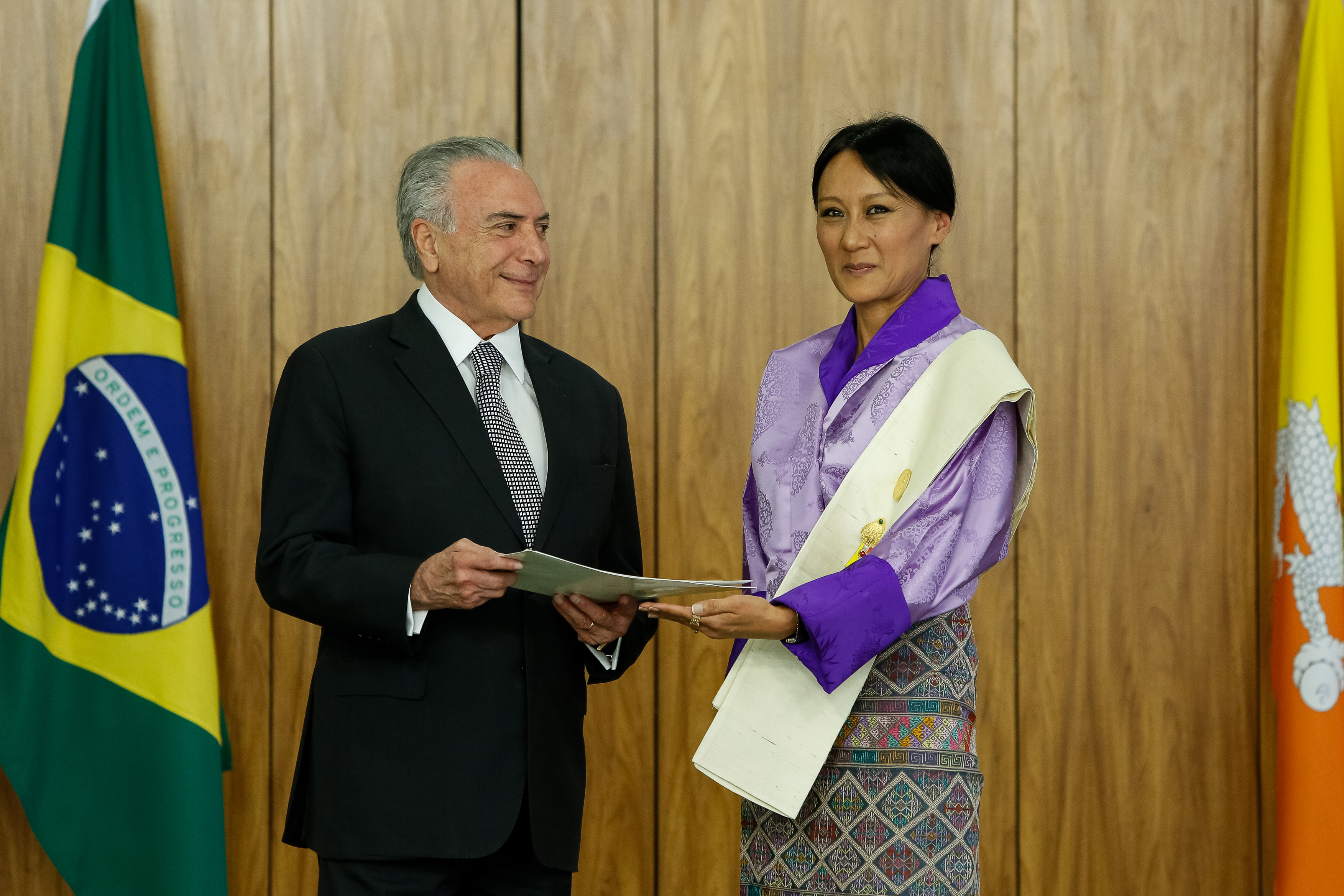
Президент Бразилии Мишел Темер и посол Бутана Дома Церинг во время церемонии вручения верительных грамот.

Дипломатические отношения были официально установлены 21 сентября 2009 года. Бразилия была первой страной в Южной Америке, с которой Бутан установил дипломатические отношения.
Соглашение об установлении дипломатических отношений между Бутаном и Бразилией было подписано в Нью-Йорке министром иностранных дел Бразилии Селсу Аморимом и министром иностранных дел Бутана Льонпо Угьен Церинг на английском, португальском и бутанском языках соответственно. Министры выразили желание своих правительств тесно сотрудничать в областях, представляющих взаимную выгоду, особенно в области социально-экономического развития. В связи с установлением дипломатических отношений министры также выразили желание углубить нынешний уровень сотрудничества между двумя странами в ООН и в других международных организациях.
В 2012 году дипломат Карлос Сержиу Собрал Дуарте был назначен послом Бразилии в Бутане. По крайней мере до 2010 года у Бутана не было посла в Бразилии.

## Сотрудничество
В рамках заинтересованности Бразилии во внедрении бутанской модели валового национальное счастья, Центр исследований Бутана в сотрудничестве с бразильским институтом провёл Международную конференцию по валовому национальному счастью в Фос-ду-Игуасу с 20 по 24 ноября 2009 года.
В 2012 году премьер-министр Бутана Джигме Тинлей представил концепцию валового внутреннего счастья на Конференции Организации Объединенных Наций по устойчивому развитию в Рио-де-Жанейро.

## Совместные международные организации
Страны являются членами ряда международных организаций: G-77, Международный банк реконструкции и развития, Международная ассоциация развития, Международный фонд сельскохозяйственного развития, Международный валютный фонд, Интерпол, Международный олимпийский комитет, Международная организация по миграции, Международная организация по стандартизации, Международная организация спутниковой связи, Организация по запрещению химического оружия, Организация Объединенных Наций (и следующие специализированные учреждения: ФАО, ИКАО, МСЭ, ВОИС, OMT, ЮНКТАД, ЮНЕСКО, ЮНИДО, ВПС, ВОЗ и ВМО), Всемирная таможенная организация и Всемирная торговая организация.

## Туризм
До установления официальных отношений между двумя странами граждане Бразилии могли въезжать в Бутан только по пропуску, выданному Федеральной полицией Бразилии. Прямых рейсов из Бразилии в Бутан нет, что вынуждает туристов совершать рейсы из соседних стран, таких как Индия, Непал, Бангладеш или Таиланд.

## Торговые отношения
Торговля между двумя странами минимальна, а в некоторые годы отсутствует. В 2011 году Бутан занимал 236-е место среди торговых партнеров Бразилии, на его долю приходилось 0,00% бразильской международной торговли. В период с 2007 по 2011 год торговый баланс был в пользу Бутана. Единственным зарегистрированным экспортным товаром Бразилии в Бутан в 2007 году была камедь.
| Описание                     | 2003 год | 2004 год | 2005 год | 2006 год | 2007 год | 2008 год | 2009 год | 2010 год | 2011 (январь-июль) | 2012 (январь-июль) |
| ---------------------------- | -------- | -------- | -------- | -------- | -------- | -------- | -------- | -------- | ------------------ | ------------------ |
| Бразильский экспорт в Бутан  | 46,8     | 0,7      | 35,9     | 28,3     | 18,9     | —        | —        | —        | —                  | 81,7               |
| Бутанский экспорт в Бразилию | —        | 124,5    | —        | —        | 58,4     | 58,0     | —        | —        | 0,16               | 0,35               |
| Итоговый торговый оборот     | 46,8     | 125,3    | 35,9     | 28,3     | 77,3     | 58,0     | —        | —        | 0,16               | 82,05              |